# (2404) Antarctica
(2404) Antarctica (1980 TE) – planetoida z pasa głównego asteroid okrążająca Słońce w ciągu 5,52 lat w średniej odległości 3,12 au. Odkryta 1 października 1980 roku.